# West Caister
West Caister es un pueblo y una parroquia civil del distrito de Great Yarmouth, en el condado de Norfolk (Inglaterra).

## Demografía
Según el censo de 2001, West Caister tenía 195 habitantes (101 varones y 94 mujeres). 30 de ellos (15,38%) eran menores de 16 años, 145 (74,36%) tenían entre 16 y 74, y 20 (10,26%) eran mayores de 74. La media de edad era de 43,73 años. De los 165 habitantes de 16 o más años, 44 (26,67%) estaban solteros, 86 (52,12%) casados, y 35 (21,21%) divorciados o viudos. 111 habitantes eran económicamente activos, 103 de ellos (92,79%) empleados y 8 (7,21%) desempleados. Había 3 hogares sin ocupar y 83 con residentes.
| 248                         | - | 225 | 202 |
| (Fuente: Vision of Britain) |   |     |     |